# Feldhockey-Bundesliga 2022/23 (Damen)
Die Saison 2022/23 der Feldhockey-Bundesliga der Damen begann am 3. September 2022. Der Spielmodus umfasste eine Hinrunde, eine verkürzte Rückrunde in Sechsergruppen, Playoffs und Abstiegsspiele.
Die Endrunde fand gemeinsam mit den Herren am 3. und 4. Juni 2023 in Mannheim statt. Die Damenmannschaft des gastgebenden Mannheimer HC gewann ihren ersten (Feld)-Meistertitel nach einem Finalsieg im Penalty-Schießen über den Club an der Alster.

## Hauptrunde
Legende:

(M) Deutscher Meister 2022

(N) Aufsteiger aus der 2. Bundesliga

 Playoff-Qualifikation

 Playdowns

### Hinrunde
| Platz | Club                | Spiele | Tore  | Punkte |
| ----- | ------------------- | ------ | ----- | ------ |
| 1.    | Mannheimer HC       | 11     | 39:6  | 31     |
| 2.    | Düsseldorfer HC (M) | 11     | 30:13 | 23     |
| 3.    | Club an der Alster  | 11     | 29:19 | 21     |
| 4.    | UHC Hamburg         | 11     | 23:13 | 21     |
| 5.    | Rot-Weiss Köln      | 11     | 32:25 | 21     |
| 6.    | Harvestehuder THC   | 11     | 27:22 | 17     |
| 7.    | Berliner HC         | 11     | 18:18 | 15     |
| 8.    | Großflottbeker THGC | 11     | 17:20 | 13     |
| 9.    | Bremer HC (N)       | 11     | 13:33 | 10     |
| 10.   | Münchner SC         | 11     | 19:34 | 6      |
| 11.   | Uhlenhorst Mülheim  | 11     | 8:27  | 5      |
| 12.   | TSV Mannheim (N)    | 11     | 14:39 | 4      |

Endstand zur Winterpause (Stand 22. Oktober 2022, Winterpause)

### Rückrunde
Spiele zählen aus der Hin- und Rückrunde.
| Platz | Club                | Spiele | Tore  | Punkte |
| ----- | ------------------- | ------ | ----- | ------ |
| 1.    | Rot-Weiss Köln      | 16     | 44:31 | 34     |
| 2.    | Düsseldorfer HC (M) | 16     | 41:24 | 28     |
| 3.    | Harvestehuder THC   | 16     | 36:30 | 23     |
| 4.    | Münchner SC         | 16     | 27:37 | 16     |
| 5.    | Großflottbeker THGC | 16     | 20:30 | 16     |
| 6.    | Bremer HC (N)       | 16     | 18:43 | 14     |

| Platz | Club               | Spiele | Tore  | Punkte |
| ----- | ------------------ | ------ | ----- | ------ |
| 1.    | Mannheimer HC      | 16     | 51:7  | 46     |
| 2.    | Club an der Alster | 16     | 46:23 | 33     |
| 3.    | UHC Hamburg        | 16     | 35:23 | 30     |
| 4.    | Berliner HC        | 16     | 27:26 | 21     |
| 5.    | Uhlenhorst Mülheim | 16     | 14:45 | 8      |
| 6.    | TSV Mannheim (N)   | 16     | 14:54 | 4      |

Endstand nach Ende der Hauptrunde (7. Mai 2023)

## Endrunde

### Viertelfinale
Die Viertelfinalrunde wurde an den Wochenenden 13./14. und 20./21. Mai 2023 gemeinsam mit den Herren ausgetragen. Ins Finale zieht jeweils die Mannschaft ein, die zuerst zwei Spiele für sich entscheiden kann. Sollte es keinen Sieger nach der regulären Spielzeit geben, gibt es einen Shoot-Out-Wettbewerb (Penalty-Schießen).
|                                            | Hinspiel             | Rückspiel            | 3. Spiel |
| ------------------------------------------ | -------------------- | -------------------- | -------- |
| Münchner SC – Mannheimer HC                | 1:6 (1:3)            | 0:4 (0:1)            | –        |
| Berliner HC – KTHC Stadion Rot-Weiss       | 0:3 (0:1)            | 0:2 (0:1)            | –        |
| Harvestehuder THC – Der Club an der Alster | 2:6 (0:3)            | 0:5 (0:1)            | –        |
| Uhlenhorster HC – Düsseldorfer HC          | 4:3 n. P. (0:0; 0:0) | 5:2 n. P. (0:1; 1:1) | –        |

### Final Four
Die Endrunde wurde am Wochenende 3. und 4. Juni 2023 in Mannheim gemeinsam mit den Herren ausgetragen. Sollte es keinen Sieger nach der regulären Spielzeit geben, gibt es einen Shoot-Out-Wettbewerb (Penalty-Schießen).
|  | Halbfinale | Halbfinale             | Halbfinale |  |  | Finale           | Finale                 | Finale           |
|  |            |                        |            |  |  |                  |                        |                  |
|  |            |                        |            |  |  |                  |                        |                  |
|  | B1         | Mannheimer HC          | 2          |  |  |                  |                        |                  |
|  | B3         | Uhlenhorster HC        | 0          |  |  |                  |                        |                  |
|  | (1:0)      | (1:0)                  | (1:0)      |  |  | B1               | Mannheimer HC          | 5                |
|  |            |                        |            |  |  | B2               | Der Club an der Alster | 4                |
|  | B2         | Der Club an der Alster | 3          |  |  | n. P. (1:0; 1:1) | n. P. (1:0; 1:1)       | n. P. (1:0; 1:1) |
|  | A1         | KTHC Stadion Rot-Weiss | 1          |  |  |                  |                        |                  |
|  | (3:0)      |                        |            |  |  |                  |                        |                  |

Aus den Viertelfinal-Paarungen qualifizierten sich der Mannheimer HC mit Trainer Nicklas Benecke, der Uhlenhorster HC mit Trainer Johannes Persson, Der Club an der Alster mit Trainer Stan Huijsmans und der Kölner THC Stadion Rot-Weiss für das Final Four. Im Halbfinale besiegte der Mannheimer HC den Uhlenhorster HC aus Hamburg mit 2:0, während Der Club an der Alster sich mit 3:1 gegen Rot-Weiss Köln durchsetzte. Nach zwei verlorenen Endspielen in den Vorjahren besiegte der Mannheimer HC den Club an der Alster mit 5:4 nach Penalty-Schießen und gewann damit seinen ersten deutschen Meistertitel auf dem Feld.
| Deutscher Feldhockeymeister der Damen 2023 Mannheimer HC | Kader: Lisa Schneider, Karlotta Lammers, Lucina von der Heyde, Nadine Kanler, Agustina Habif, Fiona Felber, Lucia Jiménez Vicente, Clara Badia Bogner, Julia Hemmerle, Aina Lilly Kresken, Lisa Mayerhöfer, Florencia Habif, Naomi Heyn, Linda Bens, Paulina Niklaus, Stine Kurz, Carolin Seidel, Charlotte Hendrix; Trainer: Nicklas Benecke |

Lucia Jiménez Vicente vom MHC wurde als wertvollste Spielerin (MVP) des Finalturniers ausgezeichnet.

## Auf- und Abstieg

### Playdowns
Vor der Saison 2022/23 wurde der Playdown-Modus angepasst, wobei es ein weiteres Entscheidungsspiel zwischen dem Verlierer des Duells der Fünftplatzierten und dem Gewinner des Duells der Sechstplatzierten gibt.
|                                          | Spiel 1   | Spiel 2   | Spiel 3   |
| ---------------------------------------- | --------- | --------- | --------- |
| Großflottbeker THGC – Uhlenhorst Mülheim | 2:0 (2:0) | 0:1 (0:0) | 4:1 (1:0) |
| TSV Mannheim – Bremer HC                 | 4:1 (2:1) | 1:0 (1:0) | –         |

Entscheidungsspiel
|                                   | Ergebnis  |
| Uhlenhorst Mülheim – TSV Mannheim | 2:0 (0:0) |

Absteiger in die 2. Bundesliga waren damit der Bremer HC aus der Gruppe Nord und der TSV Mannheim  aus der Gruppe Süd.

### Aufstieg
Aufsteiger aus der 2. Bundesliga waren der Club Raffelberg aus der Gruppe Nord und die Zehlendorfer Wespen  aus der Gruppe Süd.